# Vito d'Asio
Vito d'Asio är en kommun i regionen Friuli-Venezia Giulia i Italien och tillhörde tidigare även provinsen Pordenone som upphörde 2017. Kommunen hade 721 invånare (2018).